# Brookesia tuberculata
Brookesia tuberculata är en ödleart som beskrevs av  François Mocquard 1894. Brookesia tuberculata ingår i släktet Brookesia och familjen kameleonter. IUCN kategoriserar arten globalt som sårbar. Inga underarter finns listade.